# Utpal Dutt
Utpal Dutt (Barisal, 29 marzo 1929 – Calcutta, 19 agosto 1993) è stato un attore, regista e sceneggiatore indiano.

## Filmografia
Attore (lista parziale)

- Shakespeare Wallah, regia di James Ivory (1965)
- Bhuvan Shome, regia di Mrinal Sen (1969)
- Il guru (The Guru), regia di James Ivory (1969)
- Il racconto di Bombay (Bombay Talkie), regia di James Ivory (1970)
- Guddi, regia di Hrishikesh Mukherjee (1971)
- Amanush, regia di Shakti Samanta (1975)
- Jana Aranya, regia di Satyajit Ray (1976)
- Kotwal Saab, regia di Hrishikesh Mukherjee (1977)
- Anand Ashram, fregia di Shakti Samanta (1977)
- Swami, regia di Basu Chatterjee (1977)
- Priyatama, regia di Basu Chatterjee (1977)
- Jukti Takko Aar Gappo, regia di Ritwik Ghatak (1977)
- Gol Maal, regia di Hrishikesh Mukherjee (1979)
- Joi Baba Felunath, regia di Satyajit Ray (1979)
- Hirak Rajar Deshe, regia di Satyajit Ray (1980)
- Barsaat Ki Ek Raat, regia di Shakti Samanta (1981)
- Naram Garam, regia di Hrishikesh Mukherjee (1981)
- Shaukeee, regia di Basu Chatterjee (1982)
- Hamari Bahu Alka, regia di Basu Chatterjee (1982)
- Rang Birangi, regia di Hrishikesh Mukherjee (1983)
- Lo straniero (Agantuk), regia di Satyajit Ray (1991)
- Padma Nadir Majhi, regia di Goutom Ghosh (1993)

Regista e sceneggiatore
- Megh (1961)
- Ghoom Bhangar Gaan (1965)
- Baisakhi Megh (1981)

Regista
- Jharh (1979)
- Maa (1984)
- Inquilab Ke Baad (1984)